# Версайска система от договори
Версайската система от договори последва края на Първата световна война в Европа.
Договорите са сключени между коалицията на победителите, наречена Антанта, и отделните победени държави. Изработени са от Парижката мирна конференция, заседавала от януари 1919 до август 1920 г.
Всеки договор е подписан в отделно предградие на Париж: Версай, Сен Жермен ан Ле, Ньой сюр Сен, Трианон и Севър. При преговорите не са допуснати представители на победените страни, които подписват по принуда и впоследствие се стремят да ги ревизират или отхвърлят.
Изработени и сключени са 5 мирни договора:
- Версайски договор с Германия на 28 юни 1919 г.
- Сен-Жерменски договор с Австрия на 10 септември 1919 г.
- Ньойски договор с България на 27 ноември 1919 г.
- Трианонски договор с Унгария на 4 юни 1920 г.
- Севърски договор с Османската империя на 10 август 1920 г.

Всички договори съдържат сходни клаузи:
- промени на границите, най-често във вреда на победената държава,
- определяне на максимално количество допустима армия,
- налагане на репарации.